# Тринадцятий Доктор
Тринадцятий Доктор або Тринадцята (англ. Thirteenth Doctor) – жіноче втілення Доктора, протагоніста культового науково-фантастичного телесеріалу BBC Доктор Хто. Роль Тринадцятої виконує англійська акторка Джоді Віттакер, перша жінка, що зіграла цю роль. Відповідно до міфології серіалу, Доктор — мандрівник у часі, прибулець, який належить до раси, відомої як Володарі Часу. Аби пояснити зміну виконавців головної ролі протягом півстолітньої історії серіалу, було введено концепцію регенерації. Це означає, що Володар Часу, зазнавши смертельних поранень, може повністю змінювати своє тіло.
Перша поява Віттакер у цій ролі сталася у різдвяному спецепізоді 2017 року Двічі в часі. Вона виконала роль Доктора з одинадцятого до тринадцятого сезону серіалу.

## Кастинг

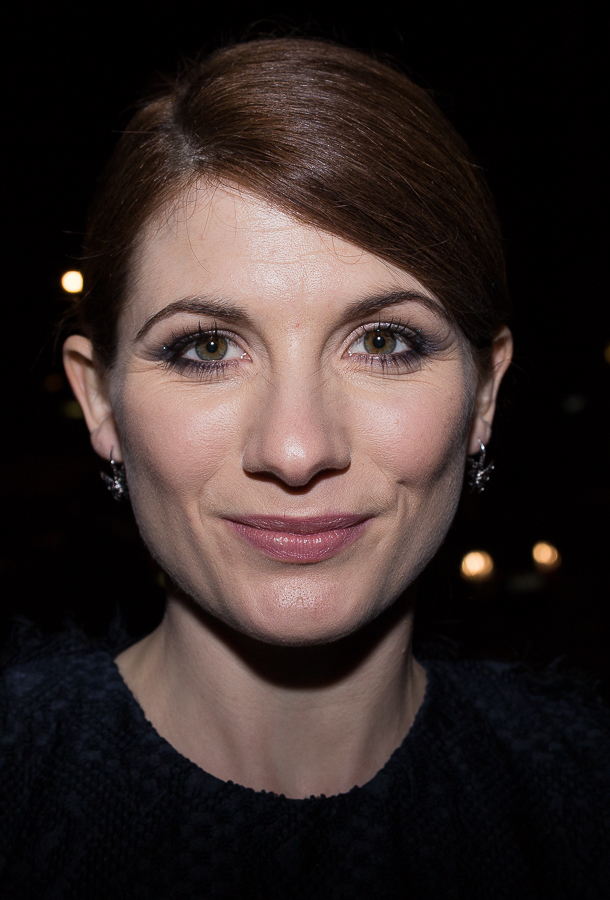
Джоді Віттакер — перша жінка у ролі Доктора.

У січні 2016 Стівен Моффат оголосив, що покине посаду виконавчого продюсера серіалу після наступного сезону, його місце займе новий шоуранер — Кріс Чібнолл. За рік по тому Пітер Капальді підтвердив, що десятий сезон стане і для нього останнім у серіалі. Після цих новин ряд медіа та букмекерські контори почали спекуляції на тему, хто стане наступним Доктором. Серед фаворитів називали Бена Вішоу, Фібі Воллер-Брідж, Кріса Маршалла та Тільду Свінтон.

### Жінка-Доктор
Концепція жінки в ролі Доктора вперше прозвучала у серіалі у 1981 році, коли Том Бейкер, залишаючи роль Четвертого Доктора, оголосив, що його наступницею може стати жінка. Продюсер Джон Натан-Тернер пізніше обговорював можливість обрання жінки на роль Шостого Доктора на заміну Пітеру Девісону, який грав П'ятого Доктора. За його словами, такий поворот реальний, але на той момент цього не розглядали. У жовтні 1986, під час останнього сезону Коліна Бейкера в ролі Шостого Доктора, творець серіалу Сідні Ньюмен написав до управлінця BBC Майкла Ґрейда, що «трохи пізніше Доктор Хто має перетворитися на жінку». Джоанна Ламлі зіграла сатиричну версію Тринадцятого Доктора у короткометражці 1999 року «Прокляття фатальної смерті». Арабелла Вір також зіграла альтернативну версію Третього Доктора в аудіоп'єсі від Big Finish «Доктор Хто Незламний». Жодне з цих втілень не вважається канонічним. До того, як серіал було відновлено, було багато думок про те, що жінка виконуватиме роль Дев'ятого чи Дванадцятого Доктора.
Концепція зміни статі Володарями Часу під час регенерації активно запроваджувалася Стівеном Моффатом в час його шоуранерства. В серії 2011 року Дружина Доктора Доктор згадує Володаря Часу на ім'я Корсар, який мав принаймні два жіночих втілення. У короткометражному епізоді 2013 року «Ніч Доктора» Сестринство Карна пропонує близькому до смерті Восьмому Доктору (Пол МакГанн) контрольовану регенерацію, одним із варіантів якої називають «чоловік чи жінка». Вперше на екрані приклад міжстатевої регенерації показано в епізоді 2015 Одержимий дияволом, де галіфрейський білий чоловік (Кен Боунз) регенерує у чорну жінку (Т'Ніа Міллер), яка стверджує, що попередня інкарнація була її єдиним чоловічим втіленням.
Найважливішим з Володарів Часу, який з'являвся у чоловічій та жіночій іпостатсях, був найбільший ворог Доктора — Майстер, якого у період з 2014 до 2017 року грала шотландська акторка Мішель Гомез. Персонажка називала себе Міссі, скорочення від «Mistress» (Майстриня). У фіналі десятого сезону тема міжстатевої регенерації підіймається декілька разів.

### Обрання Віттакер
Коли у лютому 2017 нового шоуранера серіалу Кріса Чібнолла спитали, чи буде наступний Доктор жінкою, він відповів, що «Ще нічого не визначено, але я не хочу, щоб кастинг був обманкою, от і все, що я можу сказати». 14 липня 2017 BBC анонсувала, що ім'я особи, що гратиме Тринадцятого Доктора, буде оприлюднено після чоловічого одиночного фіналу на Вімблдонському турнірі 2017 16 липня. Одразу після цього анонсу Кріс Маршал став фаворитом букмекерів з коефіцієнтом 4/6, але вже наступного дня фавориткою стала Джоді Віттакер, відома за роллю Бет Латімер у кримінальній драмі Чібнелла Бродчорч, з коефіцієнтом 5/4. Вітакер була оголошена виконавицею ролі Тринадцятого Доктора 16 липня, а її дебют у цій ролі відбувся в епізоді Двічі в часі. Чібнелл сказав, що завжди хотів, щоб роль Доктора виконала жінка, і Джоді Віттакер була його першим вибором.

## Костюм
Перші зображення костюму Віттакер в образі Доктора були оприлюднені 9 листопада 2017 року. Її костюм включає сині кюлоти з високою талією та жовтими підтяжками, чорну сорочку з веселковою стрічкою навколо неї, ліловий плащ та коричневі чоботи. Фанати добре оцінили костюм, помітивши його схожість із деякими костюмами попередніх Докторів, а дехто порівняв його із костюмом Робіна Вільямса в американському ситкомі «Морк і Мінді».

## Реакція
Реакція фанів на обрання Віттакер на роль Доктора була переважно позитивною, хоча деякі і залишились незадоволеними. Зазначалося, що Докторка стане гарною рольовою моделлю для молодих дівчат, інші вважали, що Доктор мав би завжди залишатися чоловіком, і називали кастинг акторки «вправою з політкоректності». Під час San Diego Comic Con International Моффат заперечив масове неприйняття такого вибору, запевнивши, що «у соціальних медіа він має 80 % підтримки». За словами Моффата, «це свідчить про те, що фанатам Доктора Хто значно важливіше, що роль виконуватиме дивовижна акторка, ніж той факт, що вона жінка».
Реакція серед колишніх акторів серіалу була здебільшого позитивною. Колін Бейкер, який грав Шостого Доктора, цитуючи власного персонажа з його найпершої історії Печери Андрозані, твітнув: «Зміни, мої любі, і ні на мить не запізнілі – вона — ЦЕ Доктор, подобається вам це чи ні!». У коментарі The Guardian Бейкер написав, що «ніколи не міг вигадати логічної причини, чому б це Доктору не стати жінкою», і сказав, що був шокований тим, що деякі прихильники серіалу відмовляються його дивитися із новою акторкою у головній ролі. Натомість Пітер Девісон, який грав П'ятого Доктора, заявив, що цей кастинг означає «втрату рольової моделі для хлопців». Тим не менш, він запевнив, що Віттакер «прекрасна акторка, яка виконає дивовижну роботу» у цій ролі. Том Бейкер, який зіграв Четвертого Доктора, відреагував на новину позитивно. Втім, він зауважив, що, якщо аудиторія почне втрачати інтерес, Віттакер слід буде замінити. Фріма Аджимен, яка виконувала роль Марти Джонс з 2007 до 2010 року, сказала, що була приголомшена негативними реакціями деяких фанів, і заявила, що уміння змінюватись дозволило прожити серіалу так довго і залишитись таким популярним. Інші колишні актор(к)и серіалу Девід Теннант (Десятий Доктор), Біллі Пайпер, Карен Гіллан та Джон Барроумен також позитивно сприйняли цей кастинг.

## Появи
Тринадцята вперше з'явилася на екрані в завершенні різдвяного спецепізоду 2017 «Двічі в часі». У жовтні 2017 BBC оголосило, що Бредлі Волш, Мандіп Ґілл та Тозін Коул будуть грати супутників Докторки Ґрема, Ясмін та Раяна в одинадцятому сезоні, який вийшов у 2018 році.